# Atum (mitologia)
Atum é um personagem da mitologia egípcia. É um neter kamitu, adorado em Heliópolis. É o resultado da transformação de Nun (o ser subjetivo) no ser objetivo.
Aparece desde cedo como deus primordial e criador pois deu origem a uma explosão que gerou os demais corpos celestes do universo, mas sendo um evento pré-planejado. Este cria o sol da tarde e quando "torna-se a si mesmo", toma forma de Rá. que inicia os neteru geradores e gera o sol da manhã. Atum foi o criador do céu e da terra separando-os. Mas no momento que "torna-se a si mesmo", une-se a Rá, e se transforma em único ser, que seria chamado de Atum-Rá. Não tendo parceiro, o deus primevo realizou o primeiro ato de criação sem relação sexual: "Então nasceram os gêmeos Shu e Tefnu". Diz se também que Atum cuspiu Shu e vomitou Tefnu, primeiro casal divino, que desenvolveram o ciclo criador e a paz social na terra.

## O mito da criação

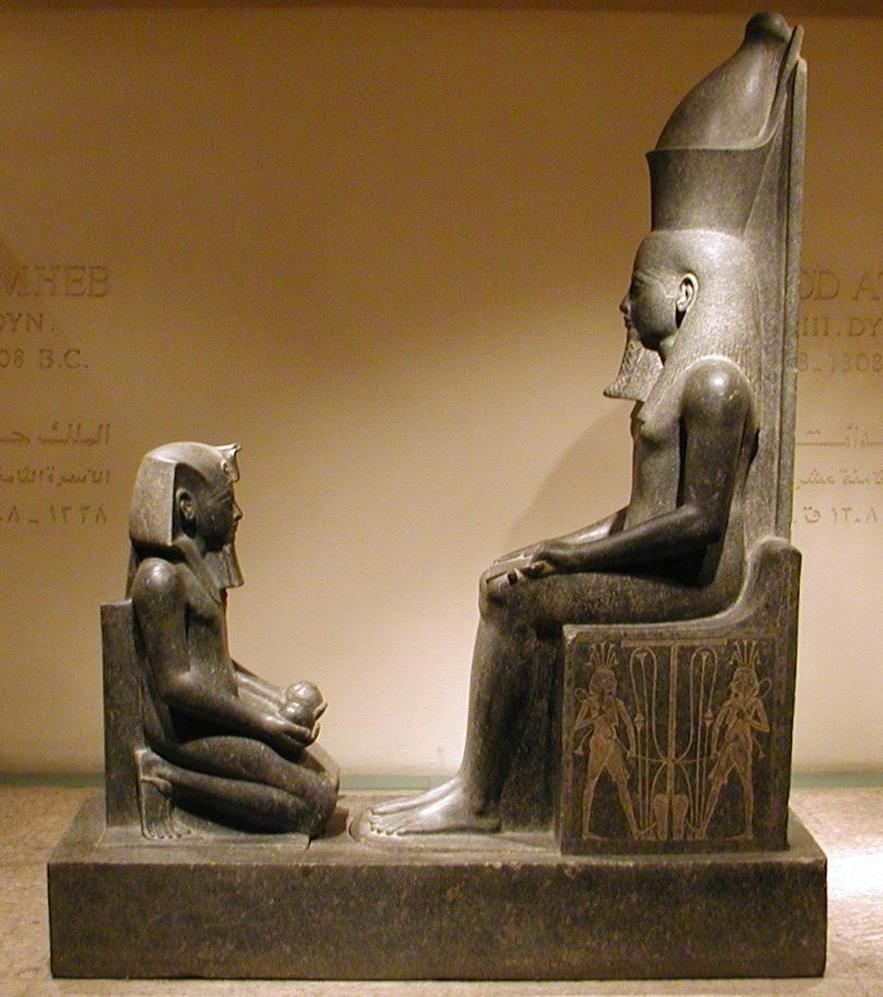
Horemebe ajoelhado diante ao neteru Atum, Museu de Luxor

Separação de deuses irmãos marca origem do mundo dos humanos.
Os primeiros filhos de Rá, Shu (deus do ar) e Téfnis (deusa da umidade).
Como é comum nessa mitologia, os irmãos formaram um casal e tiveram como filhos Geb (deus da terra) e Nut (deusa dos céus). Ao nascer, os netos de Rá se juntaram, formando outro casal. Rá não gostando dessa união ordenou a Shu que ele separasse os filhos. Este empurrou Nut para cima e pressionou Geb para baixo. Enquanto Nut se tornava o céu que cobre o mundo, Geb virou a terra em que vivemos. E Shu permaneceu entre os filhos, representando o ar que as pessoas respiram. Atum era visto com um ser de gênero e identidade não-binária conhecida por muitas vezes como GRANDE ELE-ELA Sol andrógino da maturidade não era nem masculino nem feminino, para atuar em diferentes aspectos manifestou se em forma não-binária. Também existe representações deste usando duas coroas, uma representando o baixo Egito e a outra o alto Egito.